# Khanderayanahalli, Ranibennur
Khanderayanahalli là một làng thuộc tehsil Ranibennur, huyện Haveri, bang Karnataka, Ấn Độ.